# Luftvärn

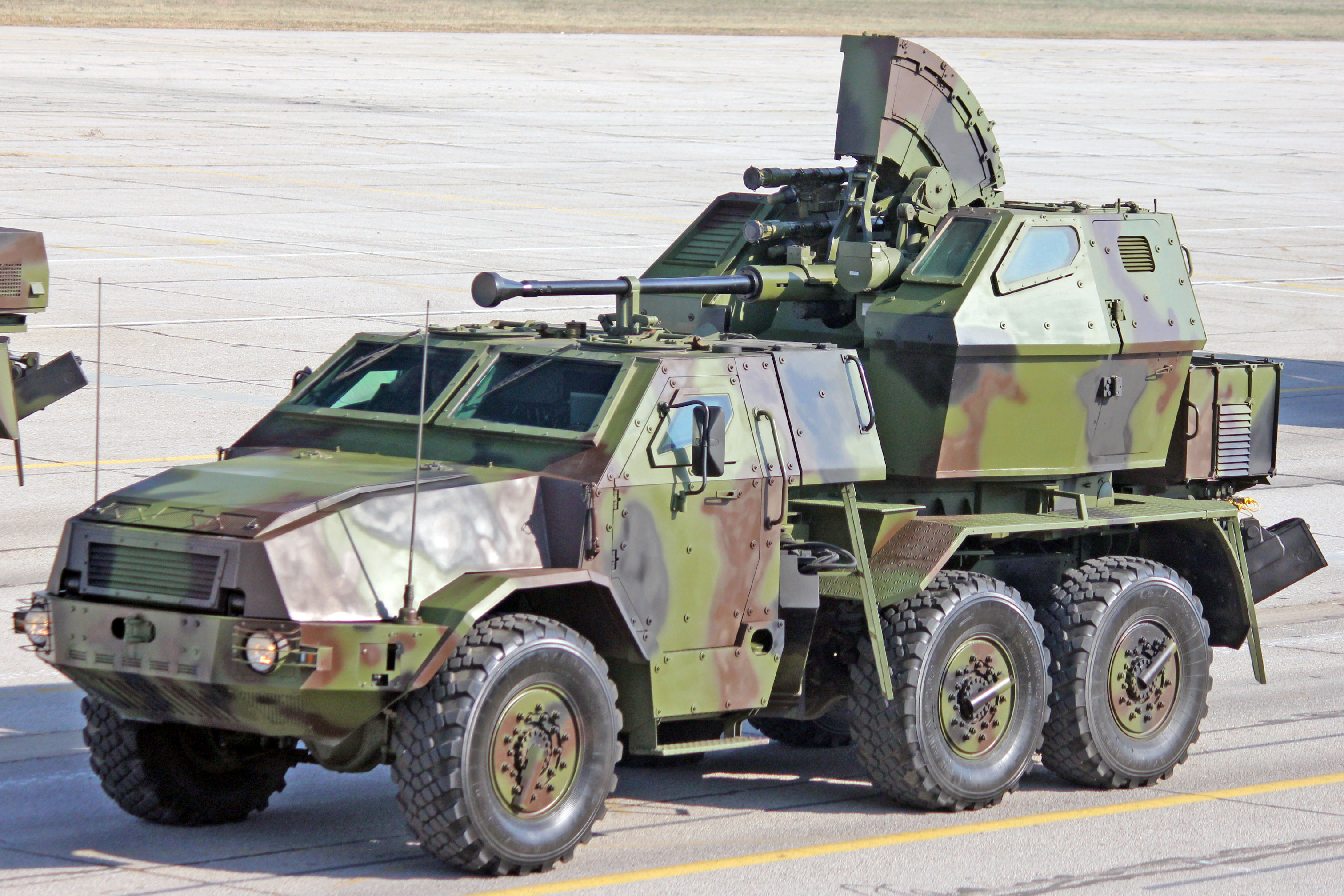
Serbiskt luftvärnsfordon av modellen PASARS-16

Luftvärn definieras av NATO som "alla åtgärder med syfte att eliminera eller reducera effektiviteten i fientliga luftaktioner". Detta inkluderar markbaserade och luftbaserade vapensystem, associerade sensorsystem, kringliggande arrangemang samt passiva åtgärder. Syftet kan bland annat vara att skydda flotta, infanteri eller flygvapen i en konflikt. För de flesta nationer har den huvudsakliga uppgiften för luftvärn varit att försvara hemlandet. NATO refererar till luftburet luftvärn som counter-air och luftvärn i en flotta som anti-aircraft warfare. Robotförsvar är en förlängning av luftvärn, något som också gäller initiativ för att anpassa ett flygvapen för att genskjuta inkommande robotar (främst ballistiska robotar). Ett markbaserat luftvärn kan också användas offensivt för att neka motparten tillgång till ett specifikt luftrum. Luftvärn kan ske med robotluftvärn eller eldrörsluftvärn. Tillsammans med luftvärn användes förr ofta spärrballonger för att hindra lågflygande flygplan.

## Exempel

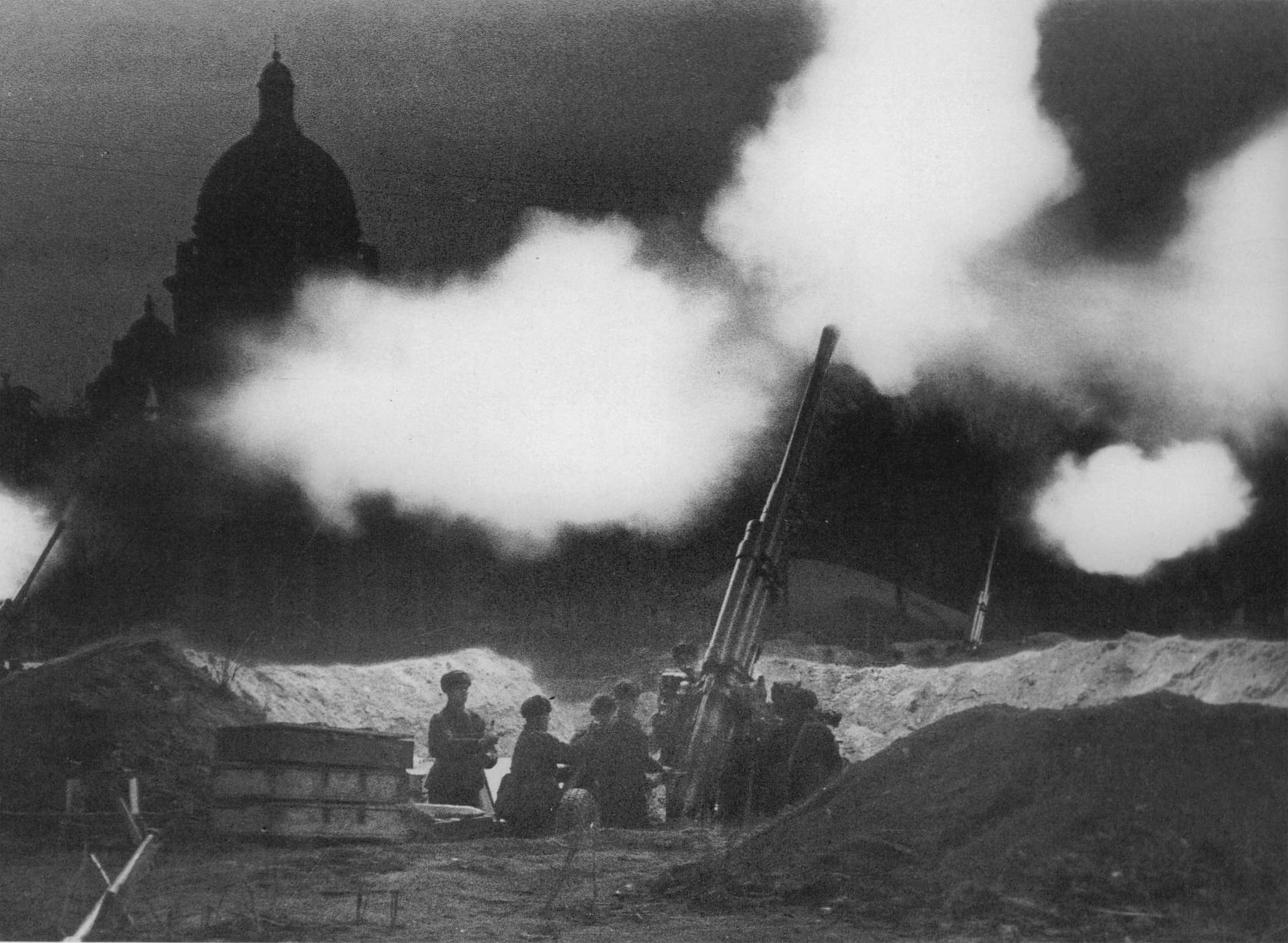
Sovjetiskt luftvärn försvarar Leningrad, 1941.
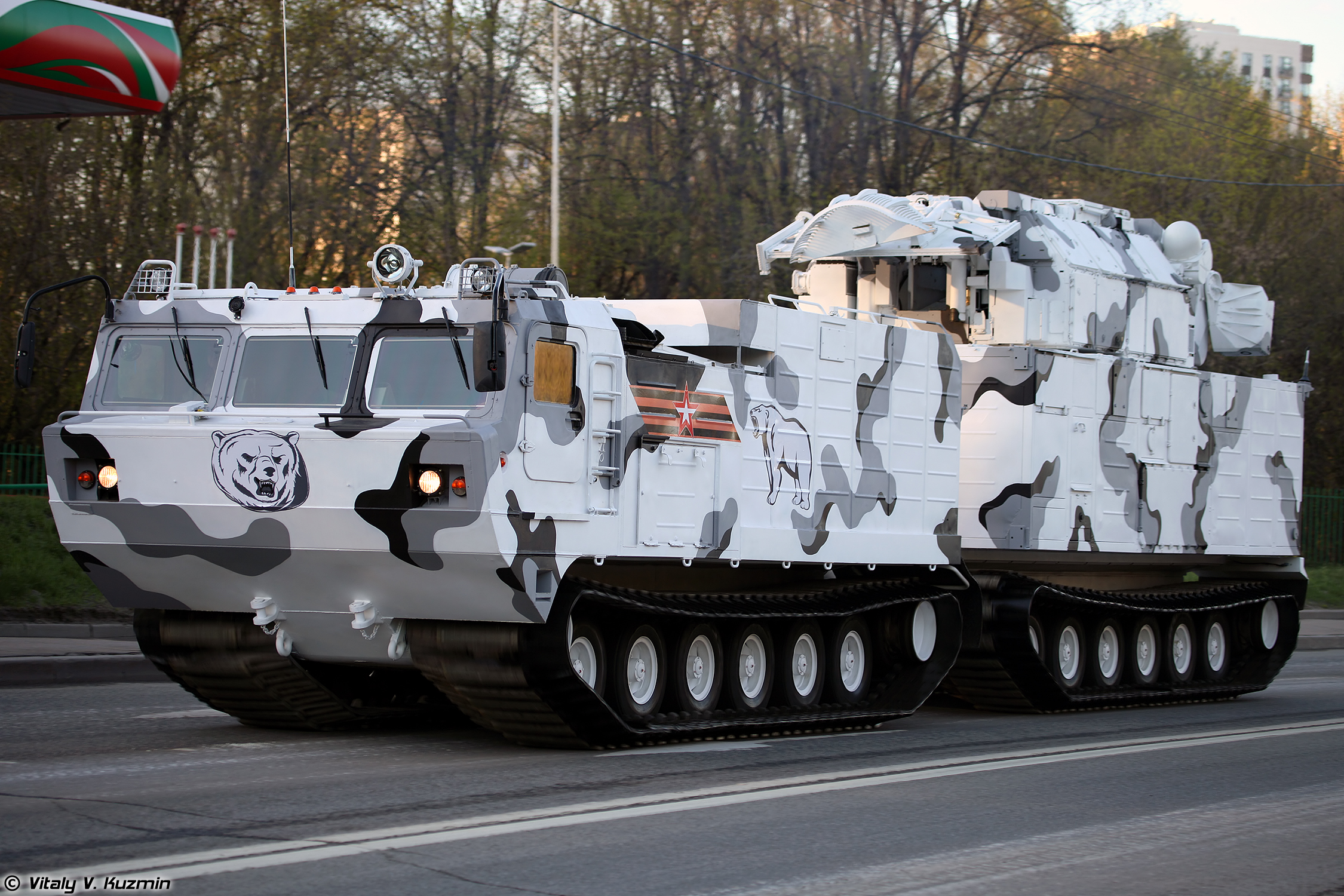
Ryskt luftvärnsfordon av modellen Tor-M2DT
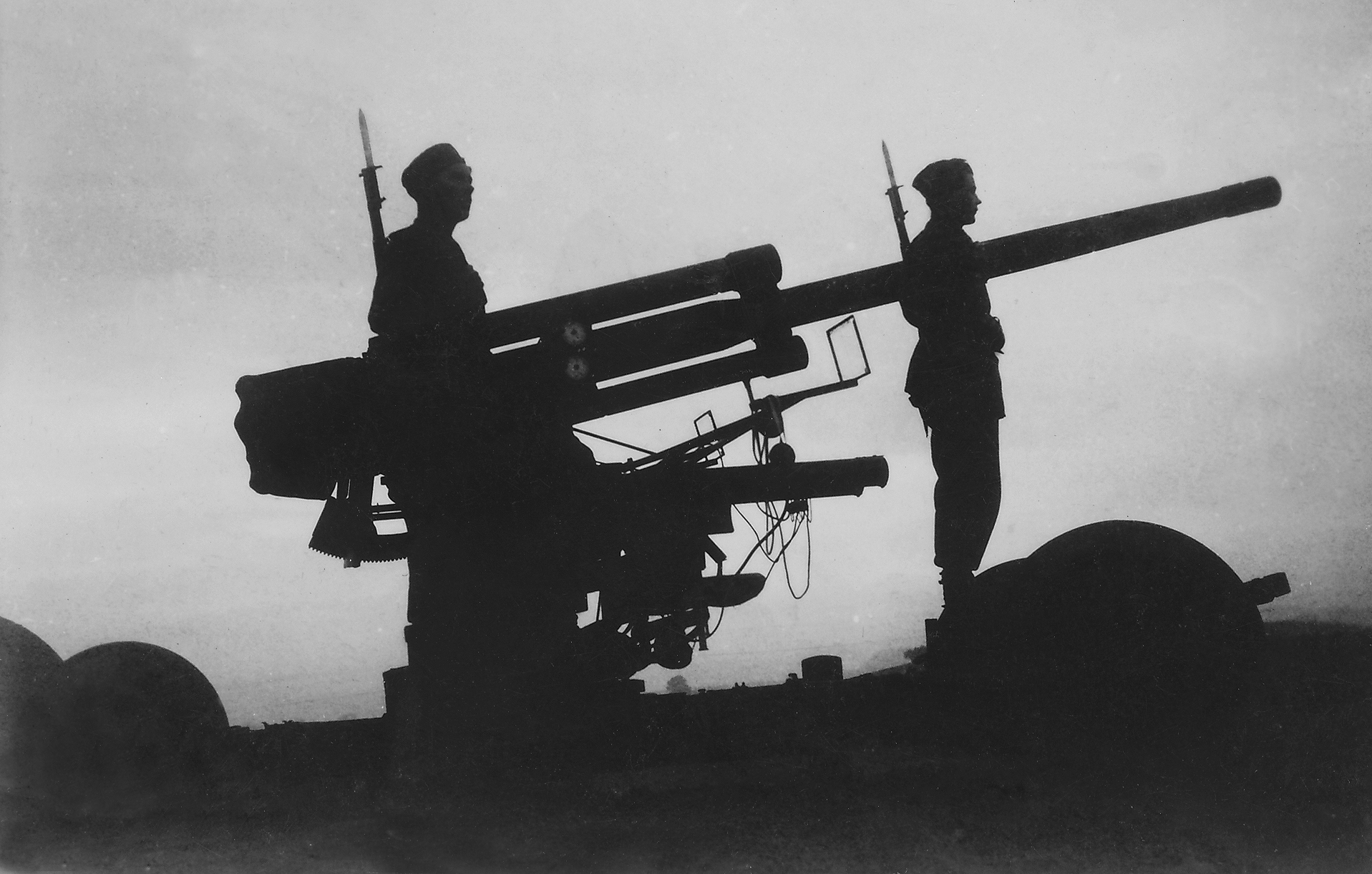
Luftvärnssoldater på post strax väster om Ystad 1943 framför en 7,5 cm lvkanon m/37.
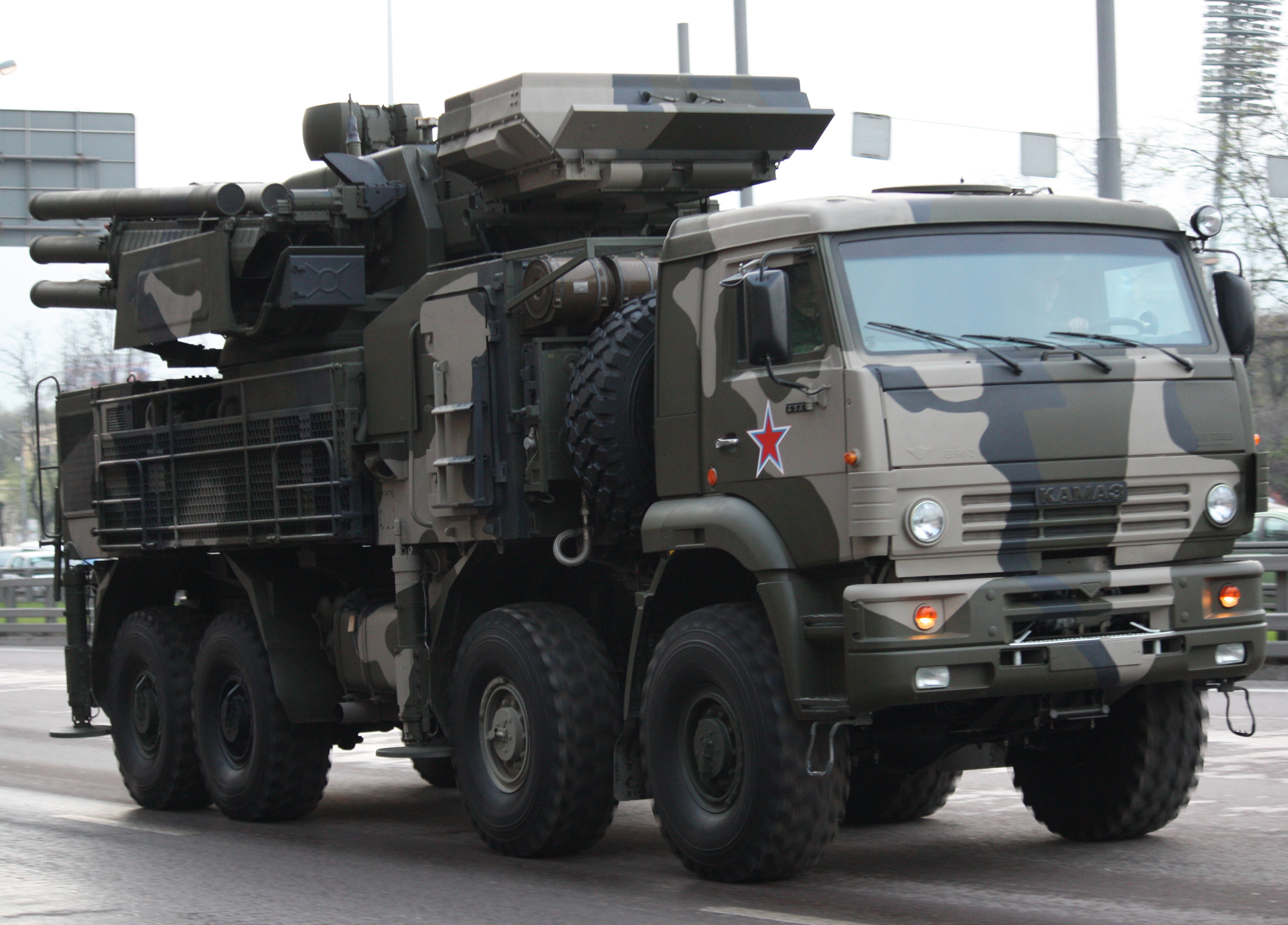
Ryskt luftvärnsfordon av modellen Pantsir-S1
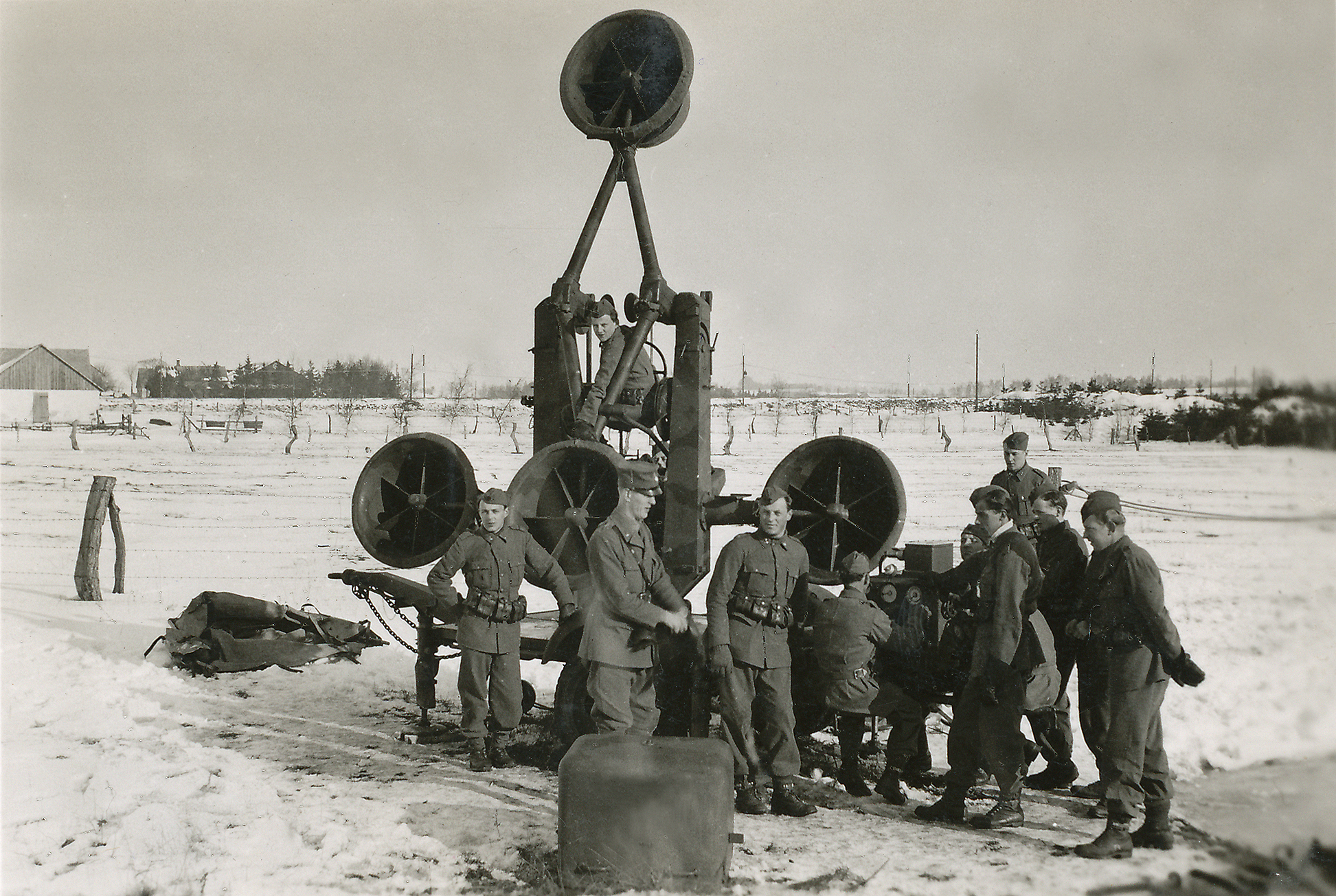
Lyssnarinstrument TEPAS m/37 för luftvärn grupperat i Gislöv öster om Trelleborg 1940.
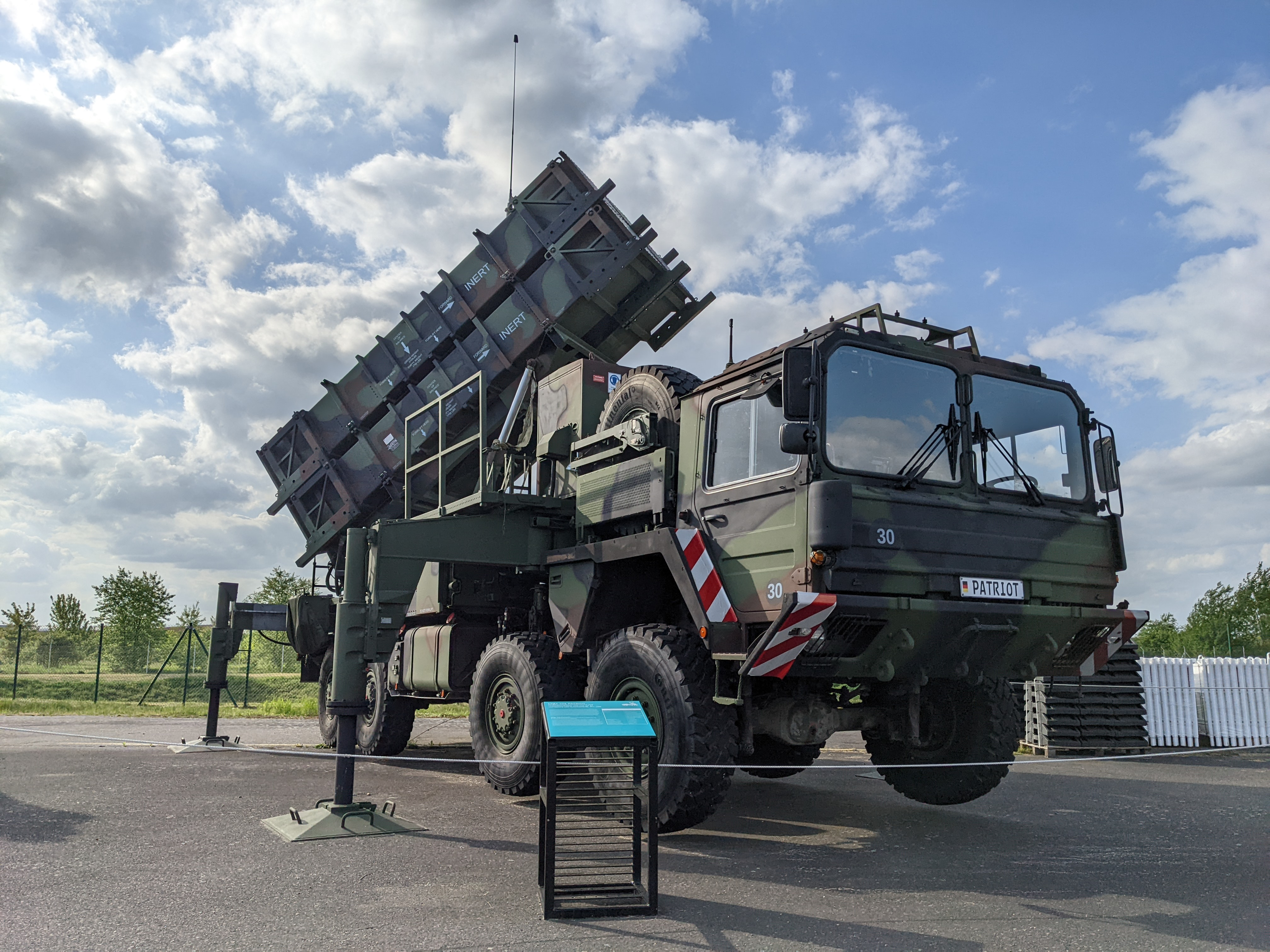
Amerikanskt luftvärnsfordon av modellen MIM-104 Patriot
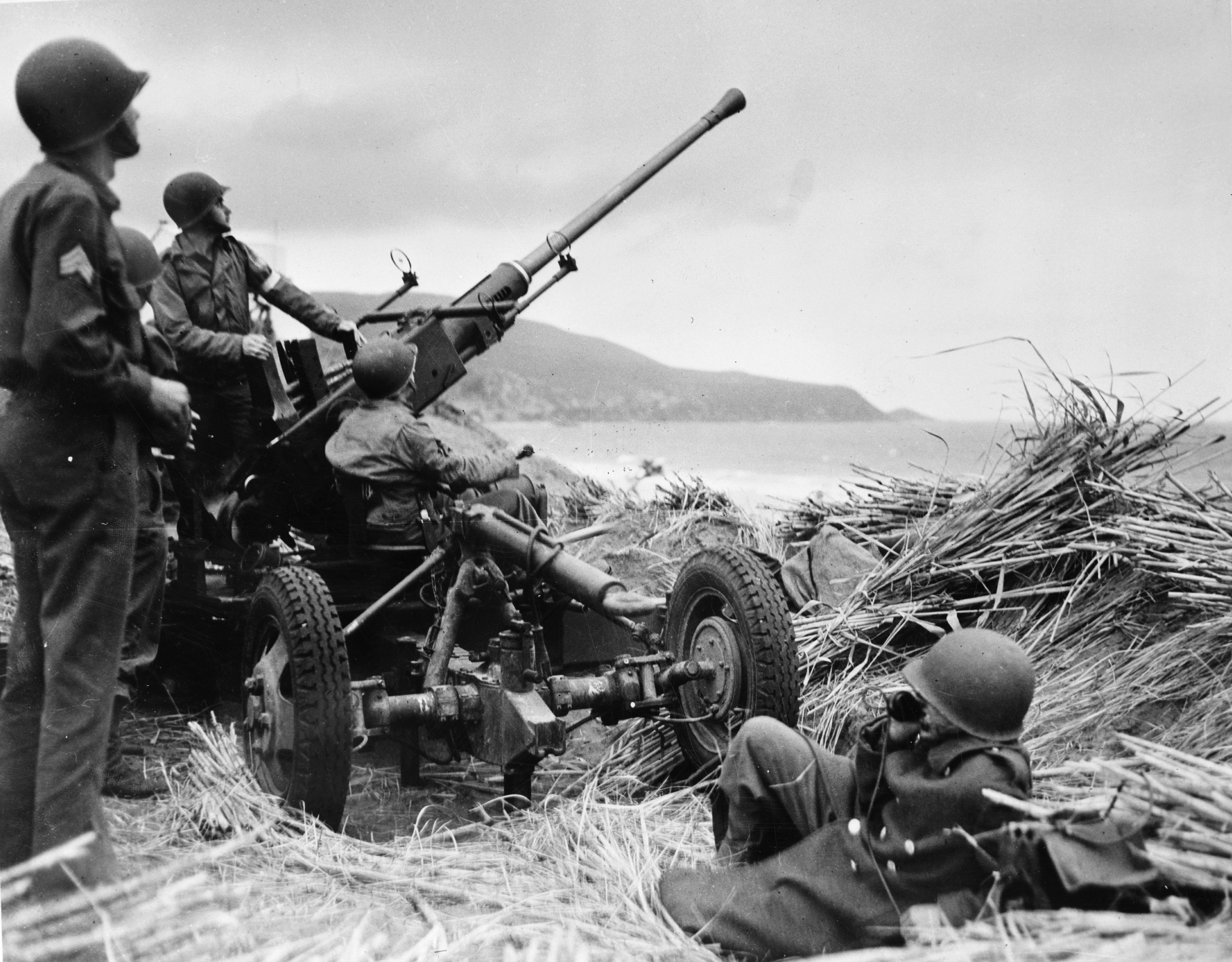
Amerikanska trupper bemannar en luftvärnskanon (märke Bofors) nära den algeriska kusten, 1943.
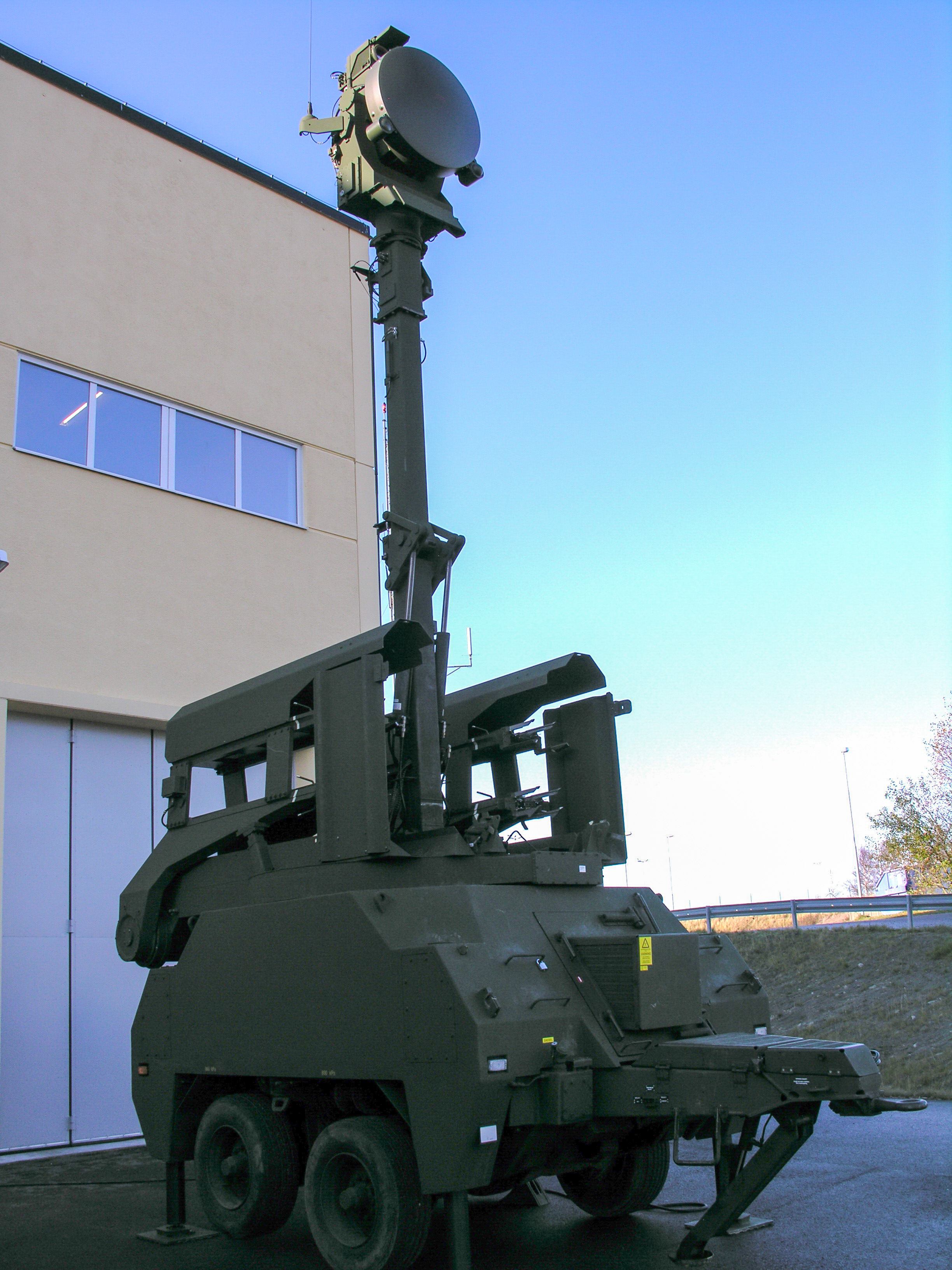
Svenskt luftvärnssystem av modellen Robotsystem 23 BAMSE
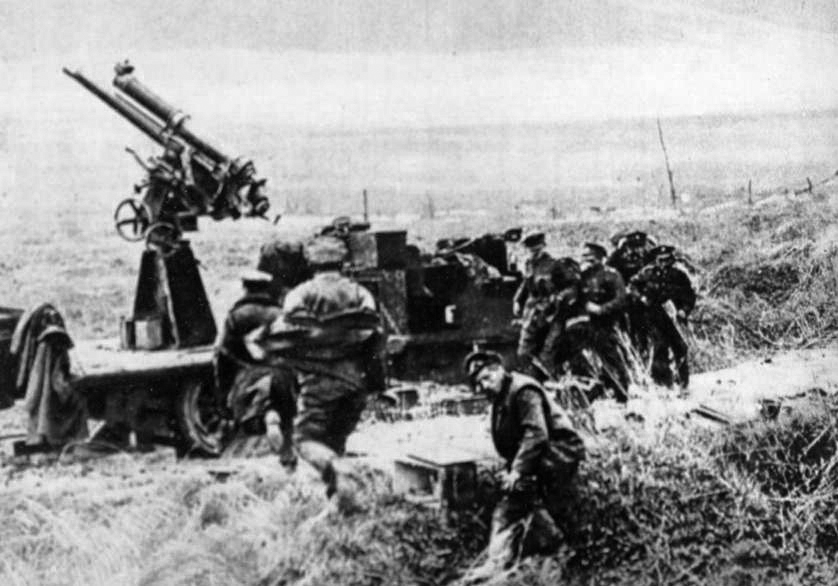
Ett kanadensiskt luftvärn gör sig redo för strid, 1918.
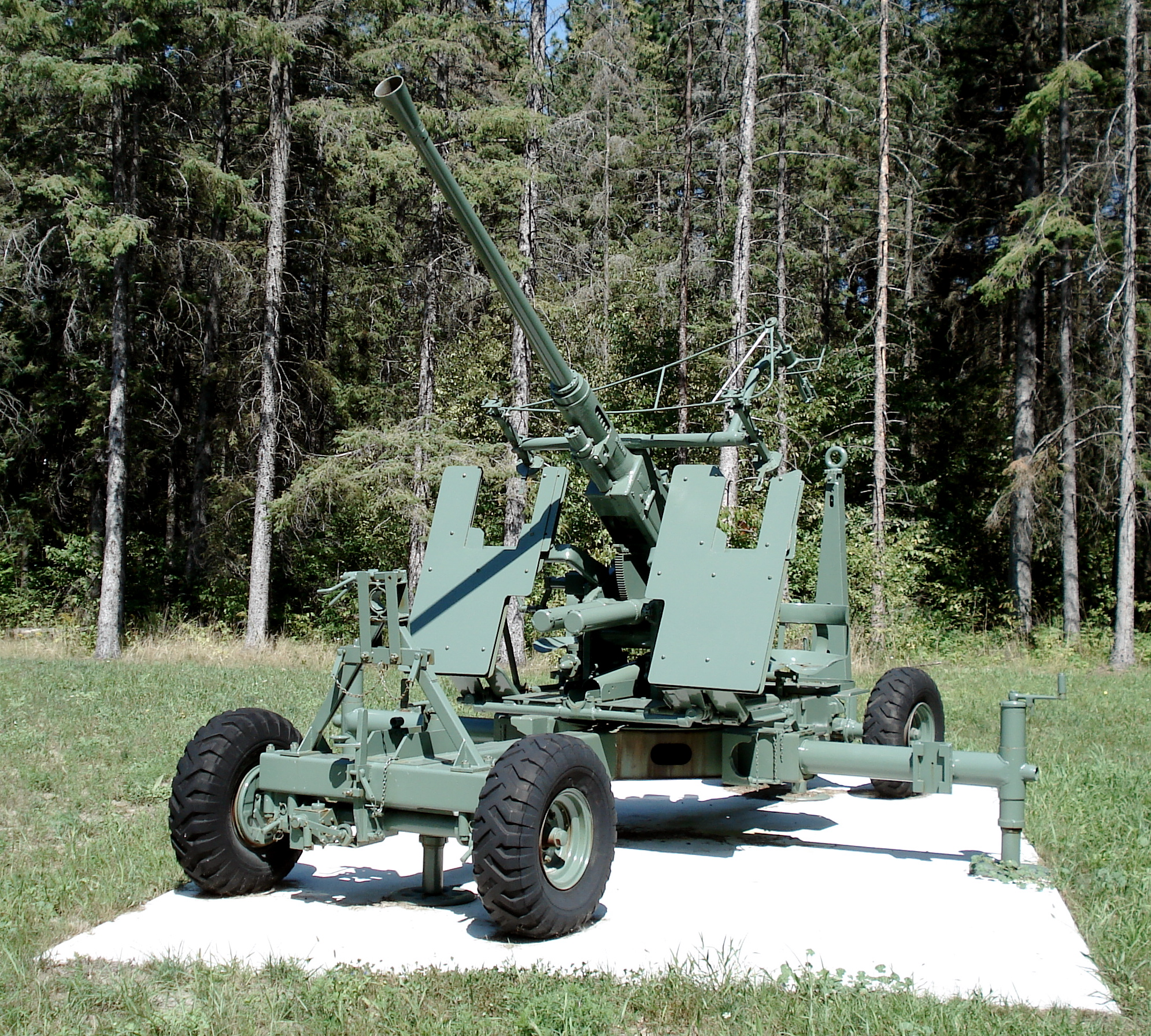
40 mm luftvärnskanon från svenska Bofors.